# Poronaisk
Poronaisk (en rus: Поронайск) és una ciutat de l'óblast de Sakhalín, a l'Extrem Orient de Rússia, que el 2019 tenia 15.388 habitants. És la seu administrativa del districte homònim.

## Geografia

### Clima
| Paràmetres climàtics mitjans de Poronaisk   | Paràmetres climàtics mitjans de Poronaisk | Paràmetres climàtics mitjans de Poronaisk | Paràmetres climàtics mitjans de Poronaisk | Paràmetres climàtics mitjans de Poronaisk | Paràmetres climàtics mitjans de Poronaisk | Paràmetres climàtics mitjans de Poronaisk | Paràmetres climàtics mitjans de Poronaisk | Paràmetres climàtics mitjans de Poronaisk | Paràmetres climàtics mitjans de Poronaisk | Paràmetres climàtics mitjans de Poronaisk | Paràmetres climàtics mitjans de Poronaisk | Paràmetres climàtics mitjans de Poronaisk | Paràmetres climàtics mitjans de Poronaisk |
| Mes                                         | Gen.                                      | Feb.                                      | Mar.                                      | Abr.                                      | Mai.                                      | Jun.                                      | Jul.                                      | Ago.                                      | Set.                                      | Oct.                                      | Nov.                                      | Des.                                      | Anual                                     |
| ------------------------------------------- | ----------------------------------------- | ----------------------------------------- | ----------------------------------------- | ----------------------------------------- | ----------------------------------------- | ----------------------------------------- | ----------------------------------------- | ----------------------------------------- | ----------------------------------------- | ----------------------------------------- | ----------------------------------------- | ----------------------------------------- | ----------------------------------------- |
| Temperatura màxima registrada °C (°F)       | 2,0 (35,6)                                | 3,9 (39)                                  | 12,7 (54,9)                               | 19,1 (66,4)                               | 32,0 (89,6)                               | 33,9 (93)                                 | 34,6 (94,3)                               | 35,0 (95)                                 | 30,1 (86,2)                               | 21,9 (71,4)                               | 16,1 (61)                                 | 4,9 (40,8)                                | 35,0 (95)                                 |
| Temperatura mínima registrada °C (°F)       | −39,0 (−38,2)                             | −38,6 (−37,5)                             | −32,6 (−26,7)                             | −21,1 (−6)                                | −8,1 (17,4)                               | −2,5 (27,5)                               | 1,8 (35,2)                                | 1,3 (34,3)                                | −3,3 (26,1)                               | −12,0 (10,4)                              | −28,7 (−19,7)                             | −35,5 (−31,9)                             | −39,0 (−38,2)                             |
| Temperatura diària màxima °C (°F)           | −10,5 (13,1)                              | −8,1 (17,4)                               | −2,4 (27,7)                               | 3,5 (38,3)                                | 8,8 (47,8)                                | 13,4 (56,1)                               | 16,9 (62,4)                               | 19,3 (66,7)                               | 16,7 (62,1)                               | 9,7 (49,5)                                | 0,1 (32,2)                                | −7,8 (18)                                 | 5,0 (41)                                  |
| Temperatura diària mínima °C (°F)           | −21,2 (−6,2)                              | −20,2 (−4,4)                              | −12,6 (9,3)                               | −3,2 (26,2)                               | 1,6 (34,9)                                | 6,7 (44,1)                                | 11,4 (52,5)                               | 12,7 (54,9)                               | 7,7 (45,9)                                | 0,5 (32,9)                                | −9,0 (15,8)                               | −17,9 (−0,2)                              | −3,6 (25,5)                               |
| Precipitació total mm (polzades)            | 29,1 (1,1)                                | 22,5 (0,9)                                | 39,4 (1,6)                                | 60,0 (2,4)                                | 71,4 (2,8)                                | 58,3 (2,3)                                | 82,0 (3,2)                                | 105,1 (4,1)                               | 115,0 (4,5)                               | 100,6 (4)                                 | 52,2 (2,1)                                | 42,1 (1,7)                                | 777,7 (30,6)                              |
| Font: https://poronaysk.pogoda-segodnya.ru/ |                                           |                                           |                                           |                                           |                                           |                                           |                                           |                                           |                                           |                                           |                                           |                                           |                                           |